# Afrocarpus mannii
Afrocarpus mannii là một loài thực vật hạt trần trong họ Thông tre. Loài này được (Hook.f.) C.N.Page miêu tả khoa học đầu tiên năm 1988 publ. 1989.